# Eriopyga perfragilis
Eriopyga perfragilis är en fjärilsart som beskrevs av Dyar 1923. Eriopyga perfragilis ingår i släktet Eriopyga och familjen nattflyn. Inga underarter finns listade i Catalogue of Life.